# Alejandro Jato
Alejandro Jato (Vigo, Galicia, 2 de abril de 1994) es una actor español, conocido por sus papeles en series como Servir y proteger o Camilo Superstar.

## Biografía
Alejandro empezó a trabajar en Galicia en el año 2017 impulsado por su madre, que también quería ser actriz cuando era joven; lo hizo con personajes secundarios en series como Vivir sin permiso o Serramoura.
En 2018 se incorpora a la serie diaria Servir y proteger de La 1 interpretando a Toni Ríos, junto con Luisa Martín, Juanjo Artero, Pepa Aniorte, entre otros. Se mantuvo en la serie durante tres temporadas y más de 400 capítulos hasta el año 2020.
En noviembre de 2022 se anuncia que ficha por Camilo Superstar de Atresplayer, en la que interpretaría al cantante Camilo Sesto en la que época en la que está ambientada la serie.
En 2023 forma parte de Todas las veces que nos enamoramos interpretando a Gonzalo.Ese mismo año también se incorpora a la tercera temporada de HIT interpretando a Raúl.

## Filmografía

### Televisión

#### Series
| Años        | Título                             | Personaje                 | Cadena         | Notas         |
| ----------- | ---------------------------------- | ------------------------- | -------------- | ------------- |
| 2018        | Vivir sin permiso                  |                           | Telecinco      | 1 episodio    |
| 2018 - 2020 | Servir y proteger                  | Antonio "Toni" Ríos Gómez | La 1           | 411 episodios |
| 2019        | Serramoura                         | Brais                     | TVG            | 9 episodios   |
| 2020        | Escenario 0                        |                           | Movistar Plus+ | 1 episodio    |
| 2022        | Bosé                               | Giménez                   | SkyShowtime    | 1 episodio    |
| 2023        | Todas las veces que nos enamoramos | Gonzalo                   | Netflix        | 7 episodios   |
| 2023        | Camilo Superstar                   | Camilo Sesto              | Atresplayer    | 4 episodios   |
| 2024        | HIT                                | Raúl                      | La 1           | 8 episodios   |
| 2025        | Superestar                         | Mario Vaquerizo           | Netflix        | 2 episodios   |

### Cortometrajes
| Año  | Título                                     | Personaje  | Dirección           |
| ---- | ------------------------------------------ | ---------- | ------------------- |
| 2015 | My worst enemy                             |            |                     |
| 2020 | Es una estrella                            | Martín     |                     |
| 2021 | Quemados                                   | Él         | Andrés Seara        |
| 2022 | Nido                                       | Rai        | Alejandro Rodríguez |
| 2022 | La confianza de mi cabeza entre tus muslos | Pablo      |                     |
| 2023 | O coidado                                  | Robot Anxo | Miguel Canalejo     |
| 2023 | Alicia fai cousas                          | Chico      | Ángel Santos        |
| 2024 | Sen ti                                     |            | Feyrouz Serhal      |

## Teatro
| Año  | Título             | Director        |
| ---- | ------------------ | --------------- |
| 2016 | El Público         | Àlex Rigola     |
| 2017 | Martes de Carnaval | Marta Pazos     |
| 2018 | Ilusiones          | Miguel del Arco |
| 2019 | Ricardo III        | Miguel del Arco |
| 2021 | La gaviota         | Pablo Quijano   |
| 2021 | Comedia sin título | Marta Pazos     |